# Juan Latino
Juan Latino, né Juan de Sessa en Éthiopie vers 1518 et mort à Grenade vers 1594/1597, est un professeur espagnol d'origine éthiopienne à l'université de Grenade au XVIe siècle.

## Biographie
Juan Latino est né en 1518 sous le nom de Juan de Sessa d'un esclave noir d'Éthiopie, depuis 1520 esclave de Elvira Fernández de Córdoba et ton mari Luis Fernández de Córdoba, le deuxième duc consort de Sessa.
Il se rendit à Grenade où il fut éduqué avec le fils de son propriétaire, Gonzalo II Fernández de Córdoba, troisième du même titre, et avec le petit-fils de Gonzalo Fernández de Córdoba y Fernández de Córdoba, un autre célèbre Gonzalo, qui était appelé "Gran Capitán".
Son ennemi littéraire et personnel le plus féroce, León Roque de Santiago, a mentionné que Latino était né à Baena, comme fils d'une esclave noire et de son maître, le duc de Sessa, Luis Fernández de Córdoba, qui était aussi le père de son ami d'enfance et protecteur Gonzalo II Fernández de Córdoba.
Latino excellait dans les langues classiques et la musique, et étudiait avec le célèbre grammairien Pedro de Mota. Le duc lui-même a commenté sa dextérité, le qualifiant de : "rara avis in terra corbo simillima nigro" (en anglais : "un oiseau rare, noir comme un corbeau").
L'Université de Grenade a été inaugurée en 1526, cinq mois après la venue de l'empereur Davidt II dans la ville. Après la bulle papale, elle a commencé à conférer des diplômes en 1533 et a été libérée en 1538.
En 1545, en présence de l'archevêque, de l'auditeur de la chancellerie royale, du Conde de Tendilla, et de nombreux autres gentilshommes, Latino, âgé de 28 ans, reçut le grade de bachelier.
L'une des maisons qu'il visitait fréquemment pour dispenser ses divers enseignements grammaticaux était la propriété de l'administrateur du Duc Licenciado Carleval, où sa jeune fille, Ana de Carleval, recevait des cours de Latino. Ana de Carleval était célèbre dans la ville pour son extraordinaire beauté et sa fiancée (par son père) à Don Fernando de Valor (futur Abén Humeya). La jeune femme blanche et lui entamèrent une relation et un mariage eut lieu entre 1547 et 1548 Ils eurent 4 enfants. Le dramaturge Diego Jiménez de Enciso (1585-1633) a composé une comédie sur lui et son histoire d'amour avec son élève et future épouse blanche, nommée Juan Latino.
Le 31 décembre 1556, à Grenade, Latino reçoit la chaire de grammaire et de langue latine de la cathédrale qu'il occupe pendant 20 ans.
Latino prit sa retraite en 1586 et mourut entre 1594 et 1597. Il fut enterré dans l'église de Santa Ana de Grenade, dont les archives de l'époque ont depuis été brûlées.

## Œuvres
Latino a publié trois volumes de poèmes entre 1573 et 1585.
Son poème Austrias Carmen, a été dédié à Jean d'Autriche après sa victoire sur l'insurrection morisque à Grenade, connue sous le nom de guerre des Alpujarras.
Il a été salué comme l'un des premiers écrivains à avoir utilisé le signifiant(g).